# Caeleb Dressel
Caeleb Dressel (Green Cove Springs, 16 augustus 1996) is een Amerikaanse zwemmer. Hij vertegenwoordigde zijn vaderland op de Olympische Zomerspelen 2016 in Rio de Janeiro en de Olympische Zomerspelen 2020 in Tokio.

## Carrière
Op de wereldkampioenschappen zwemmen jeugd 2013 won Dressel goud op de 100 meter vrije slag en brons op de 50 meter vrije slag. Daarnaast behaalde de Amerikaan twee zilveren en twee bronzen medailles op de estafettenummers.
Op de 2016 US Olympic Trials in Omaha (Nebraska) kwalificeerde Dressel zich, op de 100 meter vrije slag, voor de Olympische Zomerspelen van 2016 in Rio de Janeiro. In Brazilië eindigde hij als zesde op de 100 meter vrije slag. Op de 4x100 meter vrije slag werd hij samen met Michael Phelps, Ryan Held en Nathan Adrian olympisch kampioen. Samen met David Plummer, Kevin Cordes en Thomas Shields zwom hij in de series van de 4x100 meter wisselslag, in de finale veroverden Ryan Murphy, Cody Miller, Michael Phelps en Nathan Adrian de gouden medaille. Voor zijn aandeel in de series werd Dressel beloond met eveneens de gouden medaille.
Tijdens de wereldkampioenschappen zwemmen 2017 in Boedapest werd de Amerikaan wereldkampioen op de 50 en de 100 meter vrije slag en de 100 meter vlinderslag, daarnaast eindigde hij als vierde op de 50 meter vlinderslag. Op de 4x100 meter vrije slag legde hij samen met Townley Haas, Blake Pieroni en Nathan Adrian beslag op de wereldtitel. Samen met Matt Grevers, Kevin Cordes en Nathan Adrian sleepte hij de wereldtitel in de wacht op de 4x100 meter wisselslag. Op de gemengde 4x100 meter vrije slag behaalde hij samen met Nathan Adrian, Mallory Comerford en Simone Manuel de wereldtitel. Samen met Matt Grevers, Lilly King en Simone Manuel veroverde hij de wereldtitel op de gemengde 4x100 meter wisselslag. Hij werd hiermee de tweede zwemmer in de geschiedenis die zeven keer wereldkampioen werd op een toernooi, na Michael Phelps in 2007.
Op de wereldkampioenschappen zwemmen 2019 in Gwangju werd Dressel opnieuw 6 keer wereldkampioen. In de halve finales van de 100 meter vlinderslag zwom hij een wereldrecord: 49,50, een verbetering van 0,32 op het record van Michael Phelps uit 2009.

## Internationale toernooien
| Jaar | Olympische Spelen                                                                         | WK langebaan | WK kortebaan | PanPacs | Pan-Ams       |
| ---- | ----------------------------------------------------------------------------------------- | --- | --- | --- | ------------- |
| 2016 | 6e 100m vrije slag · 4x100m vrije slag · 4x100m wisselslag · Dressel zwom enkel de series | | geen deelname | |               |
| 2017 |                                                                                           | 50m vrije slag · 100m vrije slag · 4e 50m vlinderslag · 100m vlinderslag · 4x100m vrije slag · 4x100m wisselslag · 4x100m vrije slag gemengd · 4x100m wisselslag gemengd | | |               |
| 2018 |                                                                                           | | 50m vrije slag · 100m vrije slag · 100m vlinderslag · 4x50m vrije slag · 4x100m vrije slag · 4x50m wisselslag · 4x100m wisselslag · 4x50m vrije slag gemengd · 4x50m wisselslag gemengd | 50m vrije slag · 100m vrije slag · 18e 200m vrije slag · 100m vlinderslag · DSQ 4x100m vrije slag · 4x100m wisselslag · 4x100m wisselslag gemengd |               |
| 2019 |                                                                                           | 50m vrije slag · 100m vrije slag · 50m vlinderslag · 100m vlinderslag · 4x100m vrije slag · 4x100m wisselslag · 4x100m vrije slag gemengd · 4x100m wisselslag gemengd    | | | geen deelname |

## Persoonlijke records
Bijgewerkt tot en met 28 juli 2019
Langebaan
| Afstand          | Tijd  | Datum        | Plaats  | Bijzonderheden |
| ---------------- | ----- | ------------ | ------- | -------------- |
| 50m vrije slag   | 21,04 | 27 juli 2019 | Gwangju |                |
| 100m vrije slag  | 46,96 | 25 juli 2019 | Gwangju |                |
| 50m vlinderslag  | 22,35 | 22 juli 2019 | Gwangju |                |
| 100m vlinderslag | 49,45 | 31 juli 2021 | Tokio   | Wereldrecord   |